# Gülbin Hız
Gülbin Hız (Gölcük Kocaeli, Turquía; 11 de junio de 1994) es una futbolista turca. Juega como centrocampista y su equipo actual es el ALG Spor de la Superliga femenina de Turquía, además forma parte de la selección nacional femenina de Turquía.

## Carrera
Se inició en el Gölcükspor de su ciudad natal, donde jugó tres temporadas desde 2008-09 en adelante. Debutó en la Liga de Turquía de Fútbol Femenino con el ascenso de su equipo en la temporada 2010-11. Fue internacional en 41 ocasiones y anotó 24 goles con el Gölcükspor, donde también se desempeñó como capitana del equipo. Luego, Hız pasó al Derince Belediyespor, equipo de la segunda división. Después de una temporada, volvió a disfrutar de la promoción de su nuevo equipo a la Primera Liga. Después de jugar dos temporadas, aparecer en 25 partidos y anotar 15 goles, fichó por el campeón de liga Konak Belediyespor al final de la temporada 2012-13.
Debutó en la Liga de Campeones Femenina de la UEFA 2013-14 jugando en seis del total de siete partidos.
Después de dos temporadas con Konak Belediyespor, donde anotó cinco goles en 26 partidos, se trasladó al Trabzon İdmanocağı para la temporada 2015-16.
Después de dos temporadas, se transfirió al club Konak Belediyespor de Izmir. Participó en tres partidos de la ronda de clasificación de la Liga de Campeones Femenina de la UEFA 2017-18 en Tiflis, Georgia.
Después de una temporada con el Konak Belediyespor, se mudó a Gaziantep para unirse al club recién ascendido ALG Spor.

## Selección nacional
Formó parte de la selección femenina sub-1 de Turquía debutando en el partido amistoso contra Bulgaria el 26 de junio de 2009. Jugó 16 partidos y marcó 8 goles con la selección sub-17 femenina de Turquía.
Casi al mismo tiempo, fue convocada para la selección femenina sub-19 de sub-19, y jugó por primera vez en el partido amistoso contra Moldavia el 15 de agosto de 2009. Participó 18 veces en total para la selección femenina juvenil de Turquía. 
Se convirtió en miembro del equipo femenino de Turquía, apareciendo por primera vez en el partido amistoso contra Portugal el 23 de agosto de 2011. Jugó en el partido de clasificación para la Eurocopa Femenina 2013 contra Kazajistán el 22 de septiembre de 2011. A finales de 2012, fue convocada nuevamente a la selección femenina.